# Actua Soccer 3
Actua Soccer 3 è un videogioco di calcio sviluppato da Gremlin Interactive e pubblicato nel 1998. È il terzo e ultimo capitolo della serie Actua Soccer, conosciuta per essere stata tra le prime a introdurre giocatori completamente poligonali in 3D nel genere dei videogiochi di calcio.

## Contesto e sviluppo
La serie Actua Soccer si è distinta negli anni ’90 per la sua grafica tridimensionale innovativa e il gameplay arcade, che hanno rappresentato un grande passo avanti rispetto ai giochi di calcio precedenti, spesso limitati a giocatori bidimensionali o viste dall’alto. Dopo il successo di Actua Soccer 2 (1997), che offriva la stagione internazionale 97/98 e veniva ottimizzato per le schede grafiche 3D dell’epoca, Gremlin Interactive ha migliorato il motore di gioco con Actua Soccer 3.
Nonostante il contenuto vasto e il motore aggiornato, Actua Soccer 3 fu anche l’ultimo della serie. Gremlin Interactive passò un periodo difficile, e venne comprata da Infogrames nel 1999. Dopo qualche tentativo di rilancio, lo studio chiuse nel 2003. Il progetto per portare il gioco su Nintendo 64 venne cancellato a causa delle scarse vendite di altri titoli.

## Caratteristiche
Actua Soccer 3 offriva:
- 25 campionati nazionali.[1][2]
- 450 squadre di club e nazionali.[1][2]
- Oltre 10000 giocatori.[1][2]
- Motore grafico migliorato rispetto al capitolo prima, con effetti meteorologici e di luce più realistici.[1][2]
- Gameplay con controlli più affinati e tiri leggermente più realistici, ma sempre molto arcade.[1][2]

## Accoglienza
Il gioco ebbe recensioni miste: se da una parte la quantità di squadre e campionati era un bel passo avanti, dall'altra il gameplay era quasi uguale ai giochi precedenti e non riuscì a battere i titoli rivali come FIFA 98 e World Cup 98, che stavano diventando sempre più realistici in 3D.